# 斯派克軍營屠殺
斯派克軍營屠殺是2014年6月12日及隨後日子伊拉克和沙姆伊斯蘭國武裝分子屠殺約1,700名伊拉克政府軍俘虜的事件。斯派克軍營的正式名稱是提克里特空軍學院，位於伊拉克萨拉赫丁省提克里特附近。屠殺事件發生前，據報斯派克軍營有2,000至6,000名人員，包括大量受訓新兵。有士兵稱當時有4,000名新兵在斯派克軍營。伊斯蘭國分子從被俘士兵中挑出什葉派和非穆斯林，然後處決他們，並在互聯網上發佈屠殺照片和影片。

## 經過
2014年6月11日，伊斯蘭國分子攻佔提克里特。伊拉克政府軍連番潰敗的消息，使得距離提克里特不遠的斯派克軍營陷入不安和恐慌中。據一些士兵的說法，斯派克軍營的一些指揮官在6月12日早上命令新兵放假15天和換上平民服裝回家，並宣稱已經取得當地部族承諾他們可以安全離開。
伊拉克政府軍在薩拉赫丁省的高級指揮官阿里·弗里吉（Ali al-Freiji）將軍事後否認這些說法，他說士兵們不顧把守軍營門口的特種部隊攔阻自行逃離。
沒有上級帶領、沒有武器的新兵們在公路上找尋接載他們往巴格達的巴士時，遭到載有伊斯蘭國武裝人員的車輛截停。
另有生還士兵稱當日有部族武裝來到軍營，宣稱可以護送他們安全離開，士兵們跟隨部族武裝離開，但部族武裝在路上把士兵們扣押，轉交給伊斯蘭國分子。該名士兵被俘後假裝為遜尼派而倖免一死。
由始至終，伊斯蘭國分子沒有攻佔斯派克軍營，如果新兵們留在那裡，很大機會可以保命。

## 事後
2015年4月伊拉克政府軍收復提克里特後，人們找到一些埋葬遇害士兵的亂葬崗。
2016年8月，伊拉克政府處決36名因屠殺事件被定罪的人。